# Libnotes rectangula
Libnotes rectangula är en tvåvingeart som först beskrevs av Riedel 1921.  Libnotes rectangula ingår i släktet Libnotes och familjen småharkrankar. Inga underarter finns listade i Catalogue of Life.